# Museu de la Faixa
El Museu de la Faixa és un museu situat a la localitat valenciana de Cinctorres (Els Ports). Es troba a l'edifici de l'antic hospital. Es tracta d'un museu que recorda la tradició local de fabricació i venda de faixes.